# Charmaine Crooks

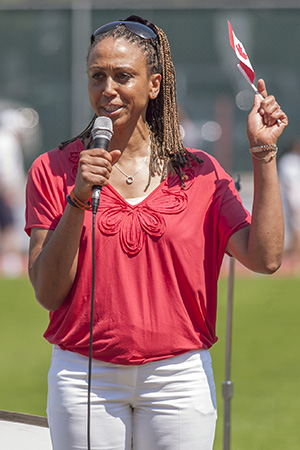
Charmaine Crooks 2013

Charmaine Crooks (* 8. August 1962 in Mandeville, Manchester Parish) ist eine ehemalige kanadische Sprinterin und Mittelstreckenläuferin jamaikanischer Herkunft. Seit März 2023 ist sie die Präsidentin des kanadischen Fußballverbands. 

## Karriere
Zunächst startete sie über 400 m. 1980 wurde sie panamerikanische Juniorenmeisterin. Der Olympiaboykott ihres Landes verhinderte einen Start bei den Olympischen Spielen in Moskau. Bei dem ersatzweise ausgerichteten Liberty Bell Classic wurde sie Zweite. 1982 siegte sie bei den Commonwealth Games in Brisbane mit der kanadischen Mannschaft in der 4-mal-400-Meter-Staffel.
1983 erreichte sie bei den Leichtathletik-Weltmeisterschaften in Helsinki das Halbfinale und kam mit der kanadischen Staffel auf den vierten Platz. Kurz danach gelang ihr mit dem Sieg bei den Panamerikanischen Spielen in Caracas ihr größter Einzelerfolg.
Im Jahr darauf wurde sie bei den Olympischen Spielen in Los Angeles Siebte und gewann in der 4-mal-400-Meter-Staffel Silber zusammen mit Jillian Richardson, Molly Killingbeck und Marita Payne. Bei den Leichtathletik-Hallenweltspielen 1985 in Paris folgte eine Bronzemedaille im Einzelwettbewerb, und 1986 gelang ihr mit dem kanadischen Team die Titelverteidigung bei den  Commonwealth Games in Edinburgh.
Bei den Weltmeisterschaften 1987 in Rom und bei den Olympischen Spielen 1988 in Seoul kam sie ins Halbfinale. Mit der Mannschaft wurde sie erneut Vierte. Beim Finale der Olympischen Spiele kam das kanadische Quartett nicht ins Ziel.
1990 verbesserte sie den kanadischen Rekord im 800-Meter-Lauf auf 1:58,52 min. Über dieselbe Distanz wurde sie 1991 Fünfte bei den Leichtathletik-Hallenweltmeisterschaften in Sevilla und gelangte bei den Weltmeisterschaften in Tokio in die Vorschlussrunde. In der Staffel belegte sie mit dem kanadischen Team den sechsten Platz. Auch bei den Olympischen Spielen 1992 drang sie ins Halbfinale vor. Mit der Staffel belegte sie den vierten Rang. 
Ihr letzter großer Erfolg war die Silbermedaille über 800 m bei den Commonwealth Games 1994 in Victoria. Bei den Weltmeisterschaften 1995 in Göteborg und 1997 in Sevilla schied sie ebenso im Vorlauf aus wie bei den Olympischen Spielen 1996 in Atlanta.
Achtmal wurde sie Kanadische Meisterin über 400 m und zweimal über 800 m.
1994 gründete sie die von ihr auch heute noch geleitete Firma NGU Consultants, die Sportmarketing und -management sowie Unternehmensberatung anbietet. 1996 wurde sie in die Athletenkommission des Internationalen Olympischen Komitees (IOC) gewählt. Von 2000 bis 2004 war sie Mitglied des IOC. Sie gehört dem Vorstand des Canadian Olympic Committee an und ist derzeit Vizepräsidentin der World Olympians Association.
2021 wurde Crooks Vizepräsidentin des kanadischen Fußballverbandes. Nach dem Rücktritt von Verbandspräsident Nick Bontis übernahm sie dessen Amt. Sie ist damit die erste Frau in dieser Funktion. 

## Persönliche Bestzeiten
- 400 m: 50,45 s, 6. August 1984, Los Angeles
  - Halle: 52,40 s, 26. Februar 1989, Sindelfingen
- 800 m: 1:58,52 min, 15. August 1990, Zürich
  - Halle: 2:01,63 min, 9. März 1991, Sevilla